# David Desrosiers
David Desrosiers (født 29. august 1980 i Montreal, Quebec, Canada) er canadisk musiker, der er bedst kendt som bassist i pop punk-bandet Simple Plan.